# Reale Società Ginnastica Torino
La Reale Società Ginnastica Torino est un club omnisports italien fondé le 17 mars 1844 à Turin. Ce club est principalement connu pour son équipe de football qui participa au premier championnat d'Italie en 1898.

## Histoire
Lorsque le club fut fondé, Turin était la capitale du royaume de Sardaigne. Le roi Charles-Albert de Sardaigne demanda au gymnaste suisse, Rodolfo Oberman de créer une société de gymnastique pour les élèves de l'Académie militaire. Le club fut anobli en 1933 (ajout de la particule Reale) sur décision du roi Victor-Emmanuel III d'Italie.

## Les sections du club

### Football
Fondée en 1897, elle participa tout d'abord au Concorsi Federali di Calcio organisé par la FNGI. Elle remporta ce tournoi en 1897 et 1898. L'année 1898 correspond également à la participation au premier championnat d'Italie. Le club s'incline en demi-finale face au Genoa Cricket and Football Club. La section cessa ses activités en 1902. 

### Basket-ball
La section fut créée en 1919. Lors de la saison 1974-1975, le club disputa les barrages d'accessions pour la Serie A. 

### Rugby à XV

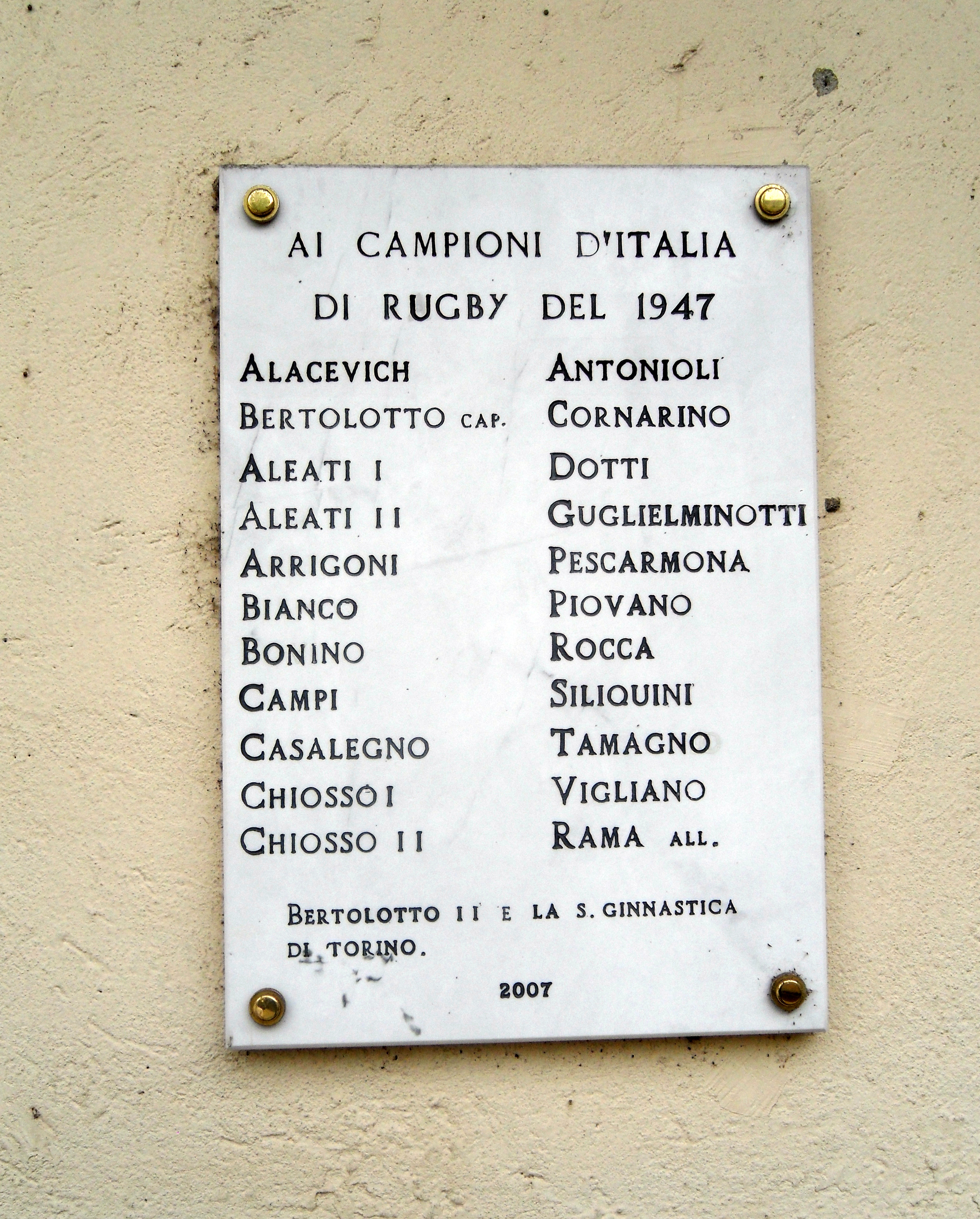
Plaque commémorative en l'honneur des champions d'Italie de rugby 1947.

Le club est finaliste en 1946 et remporte le Championnat d'Italie de rugby à XV en 1947. La section se retire du championnat italien en février 1950.